# Barnett Janner, Baron Janner

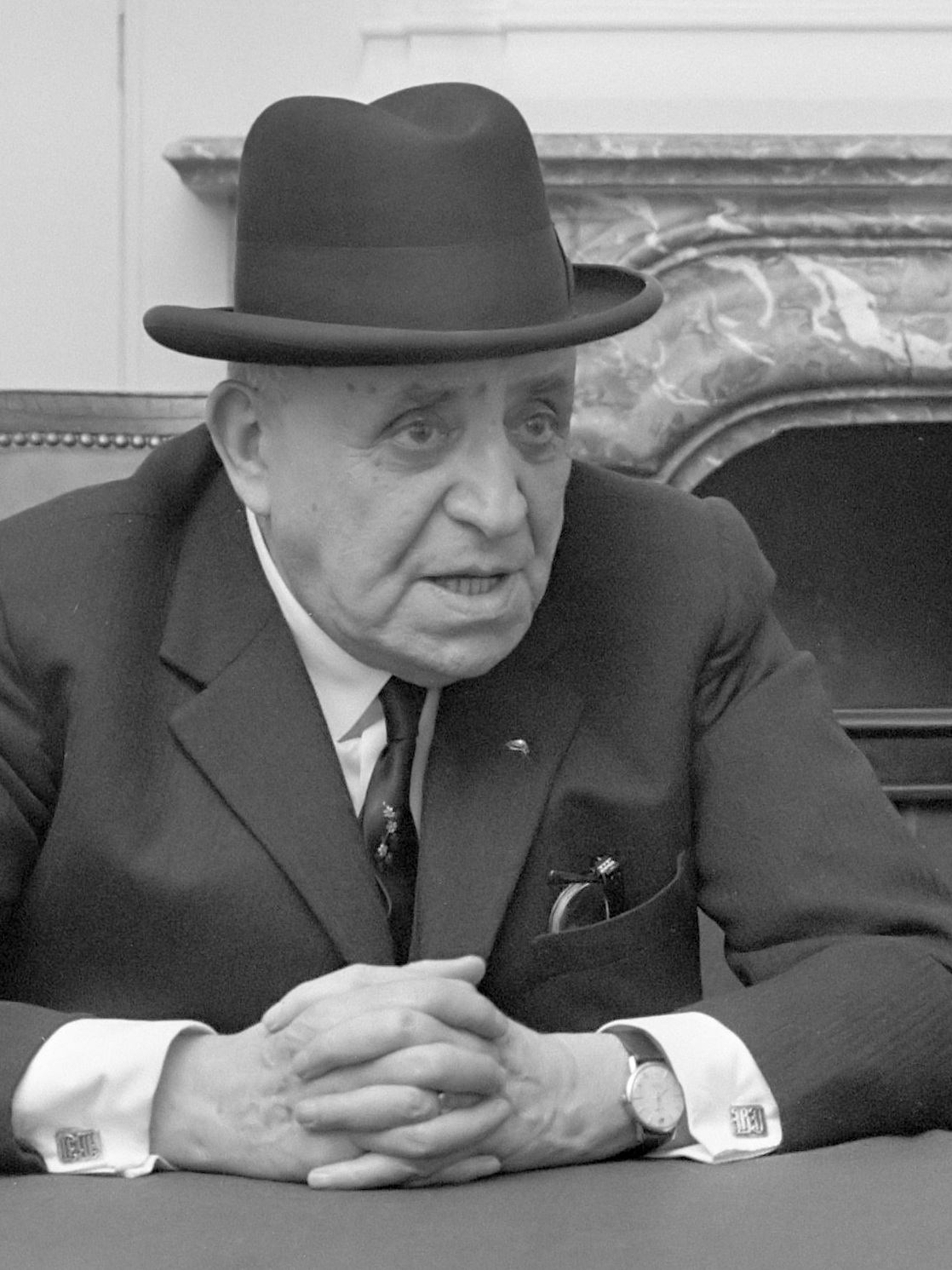
Barnett Janner (1970)

Barnett Janner, Baron Janner (geboren 20. Juni 1892; gestorben 4. Mai 1982) war ein litauischstämmiger britischer Politiker, der als Mitglied der Liberalen Mitglied des Parlaments (MP) wurde und später zu Labour wechselte, für die er auch weiterhin einen Parlamentssitz innehatte.

## Frühe Jahre
Janner wurde im Bezirk Kaunas im heutigen Litauen als Sohn von Joseph und Gertrude Janner geboren. Als er 9 Monate alt war, zog die orthodox-jüdische Familie nach Barry, Glamorgan, Wales, wo der Vater ein Möbelgeschäft eröffnete. Er besuchte die Schule vor Ort und erhielt dann ein Stipendium für das University College of South Wales and Monmouthshire in Cardiff. Er war u. a. Präsident der Studentenvereinigung und Redakteur der Collegezeitschrift. Er schloss im Jahre 1914 sein Studium mit dem BA in Englisch und Mathematik ab. Danach diente er in der Royal Garrison Artillery während des Ersten Weltkriegs. Da er vor dem Krieg auch bereits Rechtswissenschaften studiert hatte, wurde er 1919 als solicitor zugelassen, und eröffnete eine Kanzlei in Cardiff.

## Liberaler Politiker
Janner betrat die politische Bühne 1921, als er erfolglos als Kandidat der Comrades of the Great War für den Stadtrat der Stadt Cardiff kandidierte. Drei Jahre später trat er der Liberal Party bei, aber verpasste erneut einen Sitz im Stadtrat. 1926 wurde er in das Board of Deputies of British Jews und anschließend in die Exekutive der English Zionist Federation gewählt.
Im Jahre 1927 heiratete er Elsie Sybill Cohen, Tochter eines Möbelhändlers. Bei den Britischen Unterhauswahlen 1929 war er Kandidat der Liberalen im Wahlkreis Cardiff Central, wurde jedoch nicht gewählt. Ende 1929 verzog er nach Hendon im Norden Londons. Er nahm eine Stelle in der Firma seines Schwiegervaters an, u. a. als deren Rechtsbeistand.
1930 starb Harry Gosling, der damalige Parlamentsabgeordnete für Whitechapel and St. Georges im Londoner East End. Janner wurde ausgewählt, bei der Nachwahl zu kandidieren. Die Gegend hatte einen hohen jüdischen Bevölkerungsanteil, der sich in seiner Wahlkampagne gegen die Regierungspolitik in Bezug auf Palästina wandte. Er wurde jedoch knapp geschlagen. Bei den Unterhauswahlen 1931 kandidierte er dort erneut, dieses Mal mit Erfolg. Bei der Unterhauswahl 1935 war Janner als liberaler und antifaschistischer Kandidat erneut aufgeboten worden, aber er war einer von vielen Liberalen, die ihren Sitz wieder an die Labour Party verloren.

## Labour-Politik
Innerhalb eines Jahres, nachdem er sein Mandat als Liberaler verloren hatte, trat Janner der Labour Party bei und wurde schnell zum potenziellen Kandidat für den Wahlkreis Leicester West, welcher von der Labour-Abspaltung National Labour mit knapper Mehrheit gehalten wurde. Wegen des Zweiten Weltkriegs kam es hier aber für 10 Jahre zu keiner Wahl.
Janner kehrte erst bei den Wahlen im Jahre 1945 als Labourabgeordneter für Leicester West ins Parlament zurück.
Da der Wahlkreis bei den Wahlen 1950 aufgehoben wurde, kandidierte er nun im Wahlkreis Leicester North-West und wurde wiedergewählt. Er behielt diesen Abgeordnetensitz bis zu den Wahlen 1970, als er sich aus dem Unterhaus zurückzog und sein Sohn Greville den Sitz übernahm.
Im Juni 1970 wurde er als Baron Janner, of the City of Leicester, zum Life Peer geadelt.
Er bekleidete eine Vielzahl wichtiger Positionen in der jüdischen Gemeinschaft, darunter die Präsidentschaft des Board of Deputies of British Jews in den Jahren 1955–1964.